# Daddala kebeensis
Daddala kebeensis là một loài bướm đêm trong họ Erebidae.